# 白瑩
白瑩（15世紀—15世紀），字宏德，廣東韶州府樂昌縣人，明朝政治人物。

## 生平
白瑩是洪武二十九年舉人白思謙之孫，正統九年（1444年）中舉人，十三年（1448年）成進士，獲授戶科給事中，曾上疏錄用死難大臣後裔，又曾上疏裁減官員以節省糧儲、將納桑折現入賦稅解決民困與重申洪武年間舊典制優恤官員，讓縣人稱頌其恩德，六科奏草多出自他手，單年代久遠沒有流傳，死後入祀鄉賢祠。

## 引用
1. 1 2  同治《樂昌縣志·卷九·人物志》：白瑩，字潤禧，思謙孫，攄藻發奇，淵源有自，舉正統十三年進士，授戶科給諫，忠鯁自持，馳聲瑣闥，疏錄一時死難諸臣之後，又疏罷樂昌河泊所，及減桑絲紅船額稅，邑人頌德不衰，凡諫垣諸草多裁自瑩手，世遠莫傳，祀鄉賢。
2. ↑  同治《樂昌縣志·卷八·選舉志》：進士……明 五人……正統十三年戊辰科彭時榜 白瑩 思謙孫，官戶科給事中，詳人物志……鄉舉……明 三十五人……正統九年甲子科 白瑩 戊辰進士
3. ↑  《明英宗睿皇帝實錄·卷二百十七·廢帝郕戾王附錄第三十五》：（景泰三年六月庚午）戶科給事中白瑩言三事：一減官員以省糧儲湖廣郴州、桂陽、興寧等州縣里甲不及二十，錢糧不及萬石，廣東樂昌縣河泊所課米不及三百石，宜裁革同知、縣丞、主簿及河泊所衙門；二折桑絲以甦民困，廣東韶州等府六縣農桑絲絹土無出，產科價費繁，請如始興縣例每匹折納銀五錢，同折糧銀解京交納；三申舊典以優官員，洪武中凡京官本戶雜泛差役俱為優免，今聞各處將京官之家編作水馬驛站等役，請申明舊章一槩優免，詔悉從之。